# Anglars-Saint-Félix
 Anglars-Saint-Félix  là một xã ở tỉnh Aveyron, thuộc vùng Occitanie ở miền nam nước Pháp.